# Baojun 510
La Baojun 510 è un'autovettura prodotta dalla casa automobilistica cinese Baojun dal 2016.

## Descrizione e storia

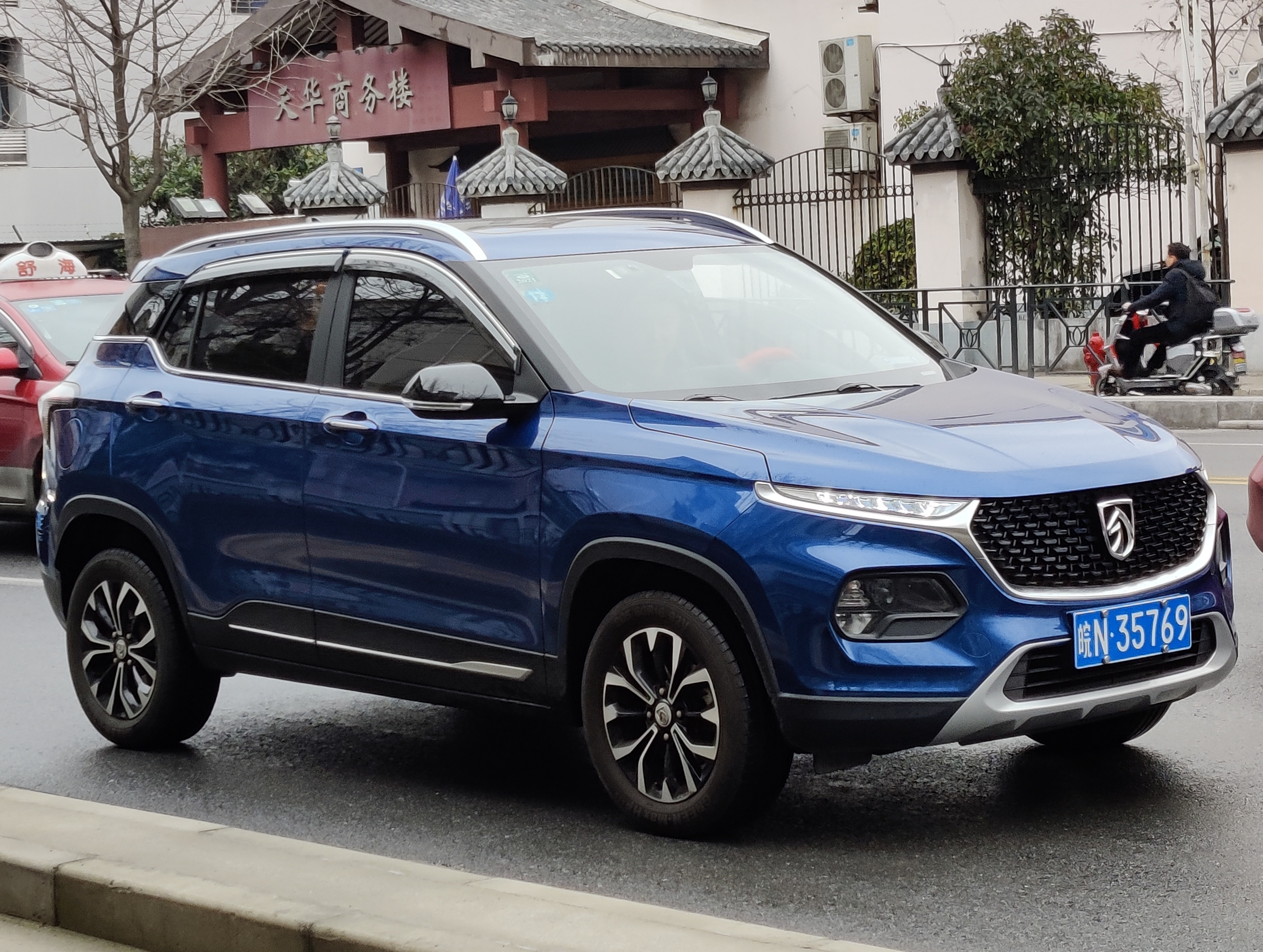
Restyling 2019

Ha debuttato nel 2016 al salone di Guangzhou, con le vendite che sono iniziate nel mercato cinese nel 2017. Nella gamma del costruttore cinese, la vettura si posiziona sotto la 530/560.
L'auto utilizza una piattaforma condivisa con la GM e già impiegata sulle Chevrolet Trax e Buick Encore di prima generazione. La meccanica segue lo schema tuttoavanti, con un motore 4 cilindri aspirato abbinato a una trasmissione manuale a 6 marce o automatico CVT.
È stato il crossover più venduto in Cina nel 2018 e anche l'auto più venduta da Baojun. A giugno 2019, erano state vendute quasi 800.000 esemplari. 

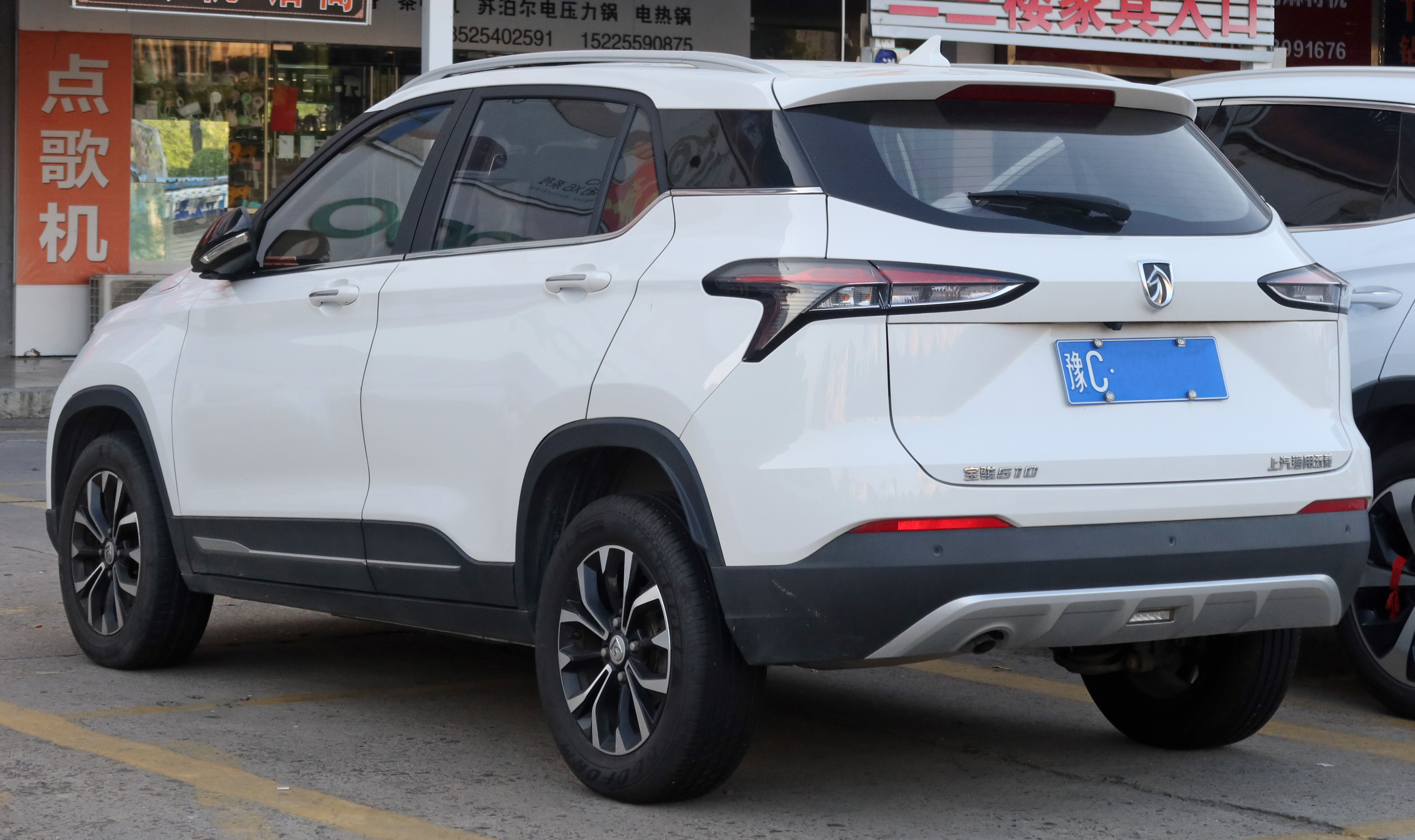
Retro Restyling 2019

## Restyling 2019
Nel luglio 2019 la 510 ha ricevuto un restyling con una nuova griglia anteriore, ma i cambiamenti più consistenti sono stati al posteriore con nuovi fanali e paraurti.
Alla fine del 2019 la Baojun ha introdotto l'RS-3 che doveva inizialmente sostituire la 510, ma visto che le vendite erano ancora buone, la RS-3 le è stata affiancata e venduta insieme.
Nel 2020, la SAIC-GM-Wuling ha iniziato a esportare la 510 in America Latina rinominandola Chevrolet Groove. Dalla fine del 2021 viene esportato anche in Medio Oriente e in Messico.